# Ligne 8 du tramway de Bruxelles (1923-1968)
Pour les articles homonymes, voir Ligne 8.
Ne doit pas être confondu avec Ligne 8 du tramway de Bruxelles.
La ligne 8 est une ancienne ligne du tramway de Bruxelles qui a fonctionné jusqu'au 18 mars 1968.

## Histoire
Elle est supprimée le 18 mars 1968 lors de la cinquième phase de restructuration du réseau de tramway bruxellois, son itinéraire est repris par les lignes suivantes à l'exception de la section Laeken Place Bockstael - Centenaire qui n'est pas reprise par une autre ligne mais reste exploitée par la ligne 81, :
- la nouvelle ligne 18 entre la place Louise et la place Vanderkindere à Uccle ;
- la nouvelle ligne 92 entre la place de la Reine à Schaerbeek et la place Vanderkindere à Uccle pour les services 92 et le rond-Point Churchill pour les services 92/ ;
- la nouvelle ligne 94 entre la place Bockstael à Laeken et la place des Palais à Bruxelles ;

## Les stations
| Stations             |
| -------------------- |
| Churchill            |
| Vanderkindere        |
| Molière              |
| Darwin               |
| Ma Campagne          |
| Janson               |
| Faider               |
| Stéphanie            |
| Louise               |
| Poelaert             |
| Petit Sablon         |
| Royale               |
| Palais               |
| Parc                 |
| Congrès              |
| Botanique            |
| Gillon               |
| Sainte-Marie         |
| Lefrancq             |
| Liedts               |
| Thomas               |
| Masui                |
| Jules De Trooz       |
| Marie-Christine      |
| Princesse Clémentine |
| Bockstael            |
| Gare de Bockstael    |
| Karel Bogaerd        |
| Stuyvenbergh         |
| Saint-Lambert        |
| Centenaire           |